# 南冰洋
南冰洋（英語：Southern Ocean），亦称南极海（Antarctic Sea）、南大洋（Austral Ocean）或南极洋（Antarctic Ocean），是围绕南极洲的海洋，也是太平洋、大西洋和印度洋南端汇合而成的海域，大致在南纬60度线以南。以前人们一直认为太平洋、大西洋和印度洋一直延伸到南极洲，南冰洋的水域被视为「南极海」，但因为海洋学上发现南冰洋有重要的不同洋流，于是國際海道測量組織于2000年确定其为一个独立的大洋，成为五大洋中的第四大洋，小於太平洋、大西洋和印度洋，但大於北冰洋。美国国家地理学会于2021年6月8日世界海洋日宣布了新的地图政策，正式承认南冰洋为世界第五大洋。
在学术界依旧有科學家认为依据大洋应有其对应的中洋脊而不承认「南冰洋」这一称谓。中华人民共和国普遍不承认南冰洋，前者出版的课本、地图等（如2009年中国地图出版社出版的《世界地图集》）均不标记南冰洋。也有部分学者认为南极辐合带（一个随着季度变动的海洋区域）是南冰洋与其他大洋的分界线，而非南纬60度线。澳大利亚政府则认为澳大利亚以南的海域即属于南冰洋。

## 地理
南冰洋包括南冰洋洋流（环绕南极洲的西风洋流）、德雷克海峡的一部分、斯科舍海、威德尔海、哈康七世海、拉扎耶夫海、里瑟-拉森海、宇航员海、英联邦海、戴维斯海、莫森海、德乌维尔海、索莫夫海、罗斯海、阿蒙森海以及别林斯高晋海（顺时针方向）。
南冰洋同其他大洋不同的一点在于，其最大的边界──北部边界，并不是邻接着陆地，而是同大西洋、印度洋、太平洋相连。这让人质疑为何地理学家要将南冰洋单独区分开来，而不将其视作是其它三大洋的南部延伸。其中一个原因是，南冰洋的海水特性同其他三大洋并不相同。由于存在南冰洋洋流，南冰洋的海水运动速度相对较快，例如在新西兰南部的海水特性就同南美洲南部海水更为相近，而非其附近太平洋的海水。

## 范围
國際海道測量組織定义南冰洋为以南纬60度为界的经度360度内，包围南极洲的海洋，主要有罗斯海、别林斯高晋海、威德尔海、阿蒙森海，部分南美洲南端的德雷克海峡以及部分新西兰南部的斯克蒂亚海，面积2196万平方公里，海岸线长度为1万7968公里。海洋学家對此定义仍有不少异议，澳大利亚的地图将澳大利亚和新西兰以南的洋面都标注为南冰洋，而不是印度洋。
在三千万年前，当南极洲和南美洲分离时，环绕南极洲的洋流才开始出现，因此南冰洋是一个非常年轻的大洋。南极洋流和北方暖水的汇合处，是南冰洋的天然边界，南极洋流在新西兰南部维持在南纬60度左右，在大西洋部分，由于强西风带的作用，可到达南纬48度的地方。

### “不断缩小”的南冰洋
在18世纪70年代进行的航行中，詹姆斯·库克船长发现在南半球高纬度地区海水成环流状。自此以后，南冰洋有过多种称呼，包括“南大洋”、“南极洲洋”、“南冰洋”、“南极洋”以及“奥斯特拉尔洋”等等。
直到前身为国际海道测量局（IHB）的国际海道测量组织（IHO）于1919年7月24日举行首次国际会议后，海、洋的边界及名称才在国际上得到统一。IHO将其出版成册，名为《海洋边界》（Limits of Oceans and Seas），第一版于1928年出版。自第一版以来，南冰洋的边界迅速向南萎缩，在1953年到2002年这段时间内，它甚至被从中剔除，而交由各地的水文机构自行确定边界。

南冰洋的界限从1928年开始便快速向南萎缩。（注：1953年边界为英国所确定的，在第三版中标注。）南极辐合带被认为是南冰洋北部边界最佳的自然界限。

## 气候
南冰洋的海水温度在-2至10摄氏度之间，洋流围绕南极洲从西向东流，由于极地冰盖和海水之间的温差造成洋流的动力很大，在南纬40度到洋流边界，是地球上最强烈的风带。在冬季，太平洋方向南纬65度以南，大西洋方向南纬55度以南的海洋都被冰封，水面以下的温度都会达到0度以下，但在南美洲南部沿岸有的地方，由于来自陆地的暖风，可以保持海岸不封冻。
南冰洋的海洋深度在4到5公里，南极洲大陆架很窄，最宽只有258公里，而且深，有400到800米深（全球海洋大陆架平均深度为133米），南极冰盖在3月份有260万平方公里，在9月份则达到1880万平方公里，大约增加了7倍多，南极洋流有21,000公里长，是世界上最长的洋流，流量为1亿3千万立方米/秒，等于全世界所有河流流量总合的100倍。
最低点在南桑威奇群岛东侧的南桑威奇海沟，为-7,235米。

## 自然资源
南冰洋的大陸邊緣可能蘊藏有大量的石油及天然氣。南冰洋的漂砂沉積中也可能含有貴重金屬（如：金），其原因是因為沈積作用中的重力分離。
南冰洋中可能也蘊藏著錳結核，錳結核是在海底形成的岩石，由同心多層的鐵、錳氫氧化物所構成。其核心可能非常的小，而且可能因為結晶已完全轉換為錳礦。由於對於多種金屬礦開探潛力的興趣，在1960及1970年代有許多大型的礦產公司參與錳核的開採。
南冰洋每年形成的冰山含有足夠世界上每一個人使用數月的淡水，然而由於涉及巨大成本和風險，人類至今未能從這些冰山抽取淡水使用。

## 動物
南冰洋有許多動物，都直接或間接的以海中的浮游植物為食物來源。南冰洋动物群包括企鹅、鲸鱼、大王酸漿魷、海狗、磷蝦、鱼和海星等。皇帝企鵝是唯一冬季在南極洲生長的企鵝，之外則以阿德利企鹅生長的環境緯度最高，跳岩企鵝在眼睛附近的羽毛十分顯著，感覺像是睫毛。國王企鹅、南極企鵝和巴布亞企鵝也生長在南極。
在十八世紀和十九世紀時，南极毛皮海狮因為其毛皮而遭到美國及英國獵人的大量獵殺。韋德爾氏海豹得名自詹姆斯·威德尔，是英國在韋德爾海
海豹探险任務的指揮官。南极磷虾常常成群聚集，是南冰洋生態系的关键种，是鯨魚、海狮、海豹、豹海豹、魷魚、南極魚科、信天翁及其他鳥類的重要食物來源。
海底底棲的生物群高多样性，密度也高，每平方公尺約有155,000個動物。南極洲附近海底的環境都相當類似，可以找到數百種的生物，這是少見如此大型分布的生物群。海底常見動植物深海巨型化的情形。
在國際極地年時曾針對海洋生物進行一項調查，有約五百位研究者參與調查，在2010年提出報告。這分報告是国际海洋生物普查计划（CoML）的一部份，提出一些顯著的成果。有235種海洋生物在相距12000公里的南極和北極都有出現。像是鲸魚及鳥類會每年往返，更令人驚訝的是一些小的生物，像是海参等小型生物也在南北二極出現。許多因素可以說明這些動物在兩極的出現：海底的溫度相对均勻，南北極和赤道海底的溫度不超過5度，而海流系統或是溫鹽環流可以輸送動物的蛋或是幼虫。

## 自然灾害
在南大洋内，一年中任何时间都可能会出现冰山，有些會飄流上百公尺。小冰山、冰山碎片及海冰（一般厚0.5至1公尺）也會对船舶航行造成威胁。深海的大陸棚有一層由冰川沈積物形成的底板。
水手们将南纬40度线到南纬70度线之间的区域分別称为咆哮40度、狂暴50度、尖叫60度，因为这區域沒有陸地影響洋流流動，因此风大浪急，对船只影响很大，且难以救援。

## 环境
南冰洋目前是地球上空氣最清新的地方，普遍沒有燃燒化石所製造的微粒。

### 当前问题
由于南极洲臭氧层空洞导致的太阳紫外线辐射增加，已经影响到海洋生物（如：浮游植物）的繁殖达15%，并且还开始损害部分鱼类的DNA。非法、未申报及未受管制的捕鱼行为，尤其是对小鱗犬牙南極魚超过正常捕鱼量5到6倍的行为，很可能影响到种群数量的可持续性。为了捕捉小鱗犬牙南極魚而使用的长线很有可能导致海鸟的死亡。

### 国际协议
所有有关海洋的国际协议都适用于南冰洋。此外，对于该区域还有部分专门协议：
- 国际捕鲸委员会，禁止在南纬40度线以南（在西经50度线到西经130度线之间则为南纬60度线以南）区域进行商业捕鲸。日本经常无视违背此条款规定。由于该保护协定仅限于商业捕鲸行为，日本在捕鲸時往往声称其为科学调查目的，一支日本捕鲸船队每年都会在此区域内捕猎。
- 《保护南极海豹公约》（英语：Convention for the Conservation of Antarctic Seals）限制捕猎海豹。
- 《南极海洋生物资源养护公约》规制在此区域内的捕鱼行为。
- 南极公约涵盖了南纬60度线以南的全部区域，[13]:article 6它禁止对于南极洲以及南冰洋中的附属岛屿作出新的主权声明。[13]:article 4, clause 2

## 经济
1998年7月1日至1999年6月30日，捕鱼量达到119,898公吨，其中85%为磷虾，14%为小鱗犬牙南極魚。在1999年晚期达成的国际协议规定减少非法、未申报及未受管制的捕鱼行为。

## 港口

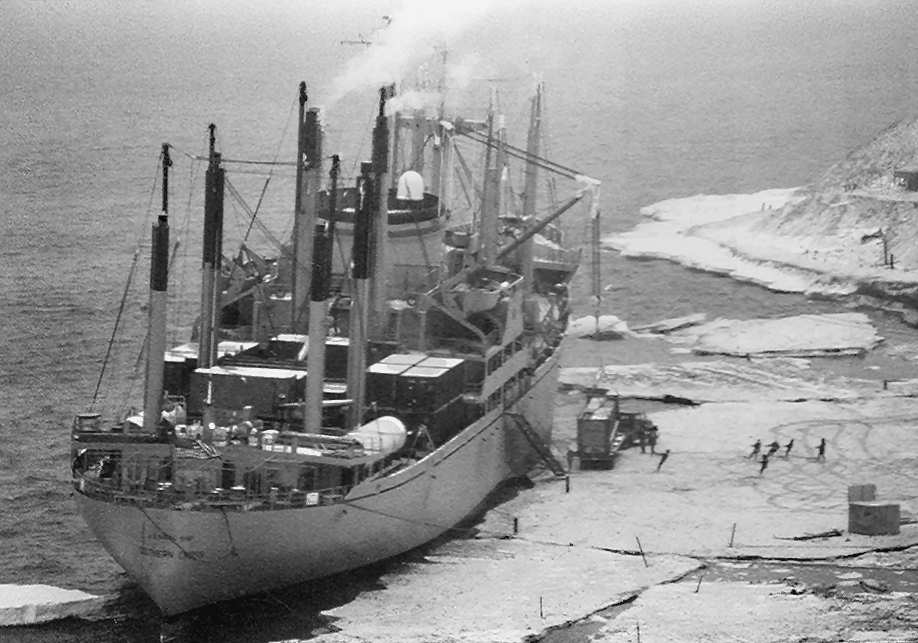
1983年，麥克默多站一个使用了4个季度的破冰船出现裂缝，延缓了货物装卸工作，并暴露出安全隐患。

主要运营港口有：罗瑟拉站、帕尔默站、星辰别墅、埃斯佩蘭薩站、莫森站、麥克默多站，以及南极洲的一些离岸停泊点。
在南冰洋的南岸（南极洲）少有港口，因为冰山等原因使得这些港口的可使用时间限制在夏季；其中一些还需要有破冰船护送方可通行。大部分南极洲港口都有政府的科学考察站运作，而且除非遭遇紧急情况，一般不对商业或私人船舶开放；停靠在南纬60度线以南任何港口的船舶都是南极公约观察员的检查对象。
南冰洋最靠南的港口是麥克默多站（77°50′S 166°40′E / 77.833°S 166.667°E）。